# Potelle
Potelle est une commune française située dans le département du Nord, en région Hauts-de-France.

## Géographie

### Localisation
Potelle est une commune du parc naturel régional de l'Avesnois, dans le sud du département du Nord. Elle se trouve dans la région naturelle du Hainaut.
La grande ville la plus proche de Potelle est Valenciennes.
La commune de Potelle offre un plan curieux. Ses limites présentent deux étranglements qui divisent le territoire en trois parties distinctes :
- le château est au centre de la 1re partie qui correspond à l'ancienne seigneurie diminuée ;
- la 2e partie où se trouve la mairie, dérive de l'ancien fief d'Aunoilles ;
- la 3e partie, longue bande de terre, qui résulte d'un don fait par Charles Quint en 1527.

### Géologie et relief
Bordant à l'est le territoire du Pays de Mormal, la forêt de Mormal est le plus grand massif forestier du Nord.

### Hydrographie

#### Réseau hydrographique
La commune est située dans le bassin Artois-Picardie. Elle est drainée par la Rhonelle, la Potelle, le canal de l'Écaillon et le Faubourg Faulroeux,,.
La Rhonelle, d'une longueur de 32 km, prend sa source dans la commune de Locquignol et se jette  dans le Vieil Escaut à Valenciennes, après avoir traversé douze communes.

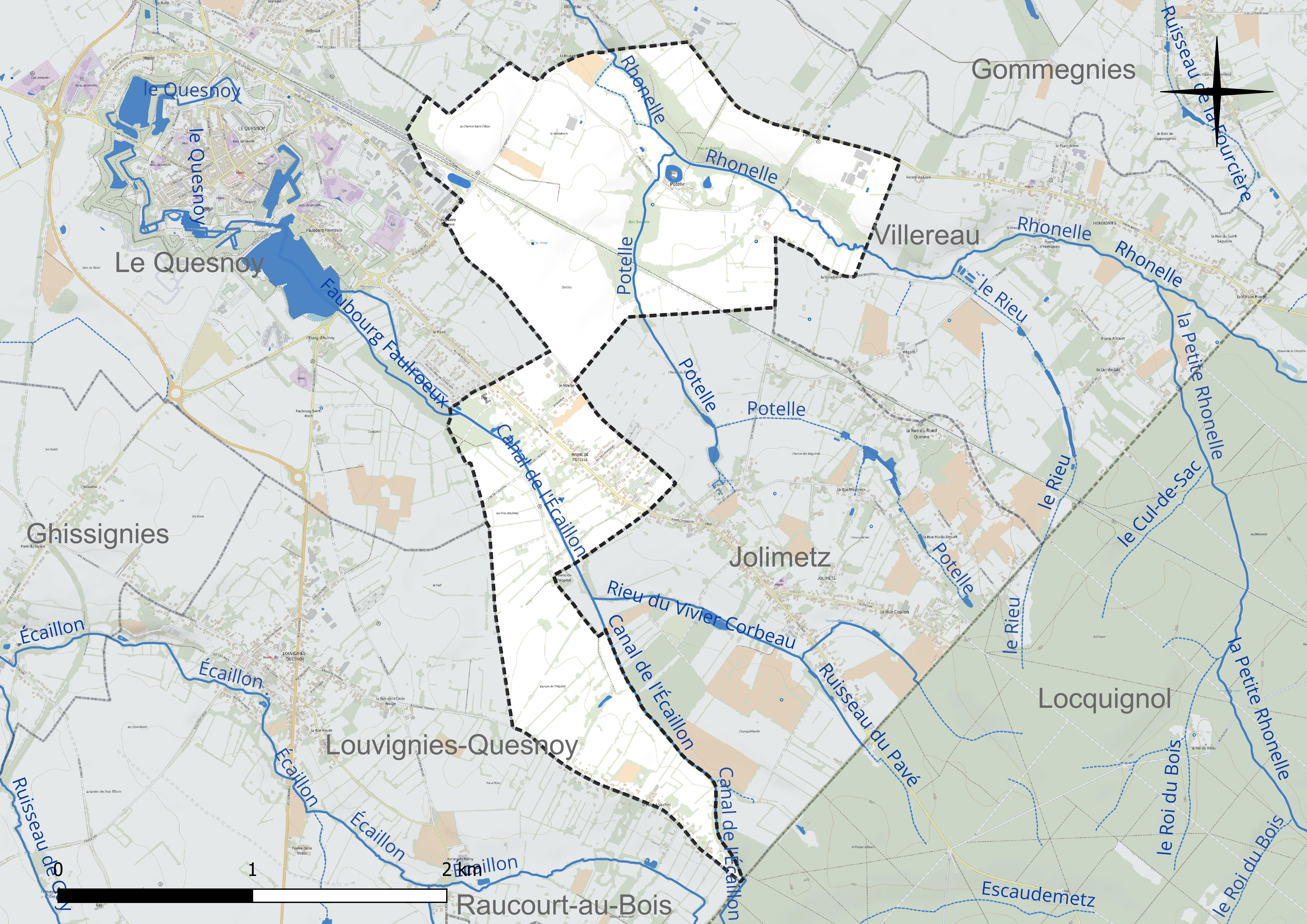
Réseau hydrographique de Potelle.

#### Gestion et qualité des eaux
Le territoire communal est couvert par le schéma d'aménagement et de gestion des eaux (SAGE) « Escaut ». Ce document de planification concerne un territoire de 2 005 km2 de superficie, délimité par le bassin versant de l'Escaut. Le périmètre a été arrêté le 9 juin 2006 et le SAGE proprement dit a été approuvé le 13 juillet 2021. La structure porteuse de l'élaboration et de la mise en œuvre est le syndicat mixte Escaut et Affluents (SyMEA).
La qualité des cours d'eau peut être consultée sur un site dédié géré par les agences de l'eau et l'Agence française pour la biodiversité.

### Climat
Pour des articles plus généraux, voir Climat des Hauts-de-France et Climat du Nord.
En 2010, le climat de la commune est de type climat océanique dégradé des plaines du Centre et du Nord, selon une étude du CNRS s'appuyant sur une série de données couvrant la période 1971-2000. En 2020, Météo-France publie une typologie des climats de la France métropolitaine dans laquelle la commune est exposée à un climat océanique altéré et est dans la région climatique Nord-est du bassin Parisien, caractérisée par un ensoleillement médiocre, une pluviométrie moyenne régulièrement répartie au cours de l'année et un hiver froid (3 °C).
Pour la période 1971-2000, la température annuelle moyenne est de 10 °C, avec une amplitude thermique annuelle de 14,8 °C. Le cumul annuel moyen de précipitations est de 806 mm, avec 12,2 jours de précipitations en janvier et 10 jours en juillet. Pour la période 1991-2020, la température moyenne annuelle observée sur la station météorologique la plus proche, située sur la commune de Valenciennes à 17 km à vol d'oiseau, est de 11,0 °C et le cumul annuel moyen de précipitations est de 694,1 mm,. Pour l'avenir, les paramètres climatiques de la commune estimés pour 2050 selon différents scénarios d'émission de gaz à effet de serre sont consultables sur un site dédié publié par Météo-France en novembre 2022.

### Communes limitrophes
|                    | Villereau |                     |
| Le Quesnoy         | Potelle   |                     |
| Louvignies-Quesnoy |           | Jolimetz Locquignol |

## Urbanisme

### Typologie
Au 1er janvier 2024, Potelle est catégorisée commune rurale à habitat dispersé, selon la nouvelle grille communale de densité à sept niveaux définie par l'Insee en 2022.
Elle appartient à l'unité urbaine de Le Quesnoy, une agglomération intra-départementale regroupant cinq  communes, dont elle est une commune de la banlieue,,. Par ailleurs la commune fait partie de l'aire d'attraction de Valenciennes (partie française), dont elle est une commune de la couronne,. Cette aire, qui regroupe 102 communes, est catégorisée dans les aires de 200 000 à moins de 700 000 habitants,.

### Occupation des sols

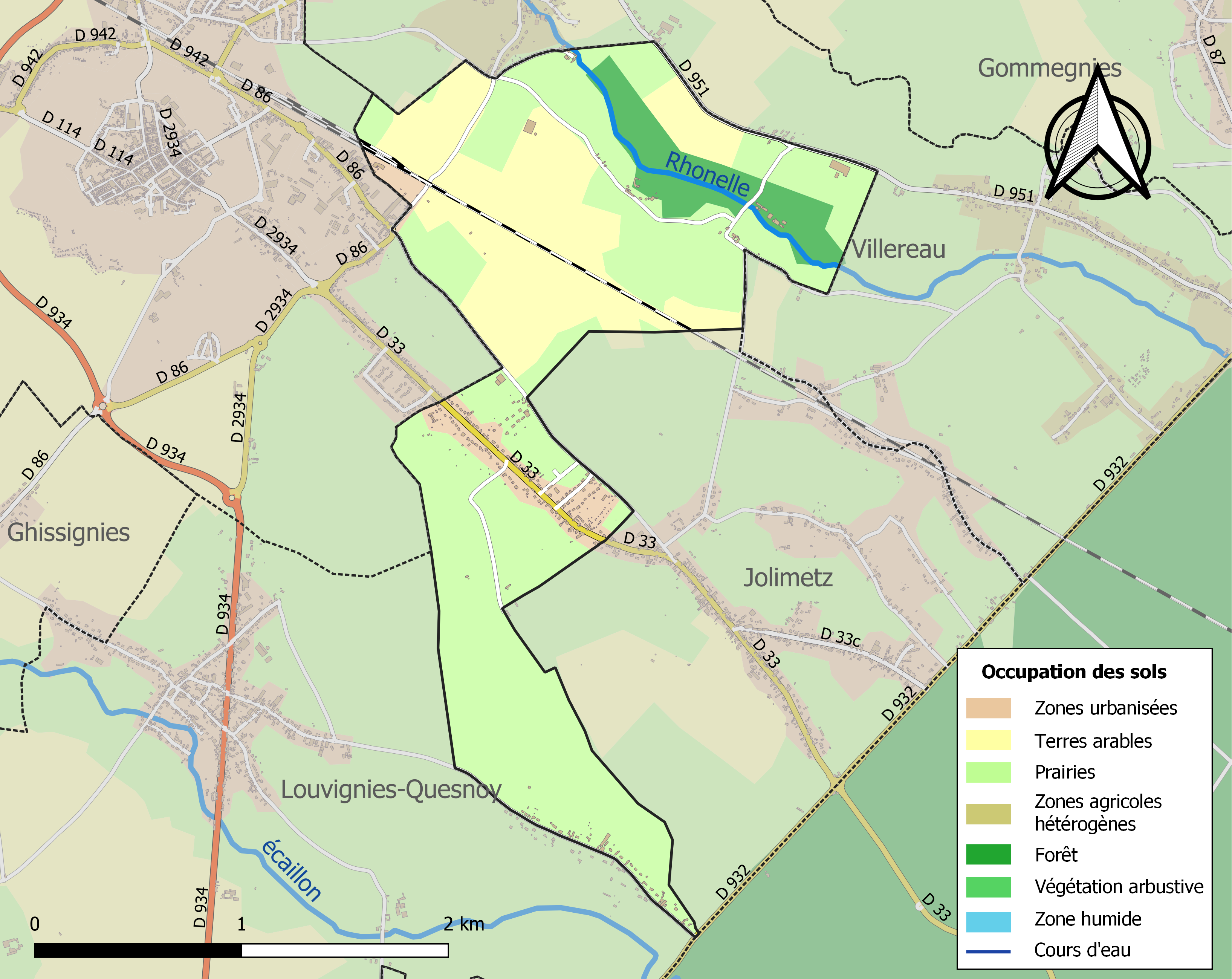
Carte des infrastructures et de l'occupation des sols de la commune en 2018 (CLC).

L'occupation des sols de la commune, telle qu'elle ressort de la base de données européenne d'occupation biophysique des sols Corine Land Cover (CLC), est marquée par l'importance des territoires agricoles (86 % en 2018), une proportion identique à celle de 1990 (86 %). La répartition détaillée en 2018 est la suivante : 
prairies (59,3 %), terres arables (26,6 %), forêts (8,4 %), zones urbanisées (4,8 %), zones industrielles ou commerciales et réseaux de communication (0,9 %). L'évolution de l'occupation des sols de la commune et de ses infrastructures peut être observée sur les différentes représentations cartographiques du territoire : la carte de Cassini (XVIIIe siècle), la carte d'état-major (1820-1866) et les cartes ou photos aériennes de l'IGN pour la période actuelle (1950 à aujourd'hui).

### Habitat et logement
En 2020, le nombre total de logements dans la commune était de 186, alors qu'il était de 154 en 2015 et de 157 en 2010.
Parmi ces logements, 93,5 % étaient des résidences principales, 4,1 % des résidences secondaires et 2,4 % des logements vacants. Ces logements étaient pour 96,5 % d'entre eux des maisons individuelles et pour 0 % des appartements.
Le tableau ci-dessous présente la typologie des logements à Potelle en 2020 en comparaison avec celle du Nord et de la France entière. Une caractéristique marquante du parc de logements est ainsi une proportion de résidences secondaires et logements occasionnels (4,1 %) supérieure à celle du département (1,7 %) mais inférieure  à celle de la France entière (9,7 %). Concernant le statut d'occupation de ces logements, 87,1 % des habitants de la commune sont propriétaires de leur logement (91,2 % en 2015), contre 54,5 % pour le Nord et 57,5 pour la France entière.
| Typologie                                               | Potelle | Nord | France entière |
| ------------------------------------------------------- | ------- | ---- | -------------- |
| Résidences principales (en %)                           | 93,5    | 90,7 | 82,1           |
| Résidences secondaires et logements occasionnels (en %) | 4,1     | 1,7  | 9,7            |
| Logements vacants (en %)                                | 2,4     | 7,7  | 8,2            |

### Voies de communications et transports
Voies routières
La commune est desservie par la route départementale RD 33. Elle est aisément accessible par les anciennes routes nationales RN 32 (actuelle RD 932), qui constitue sa limite sud, RN 45 (actuelle RD 934) et RN 351 (actuelle RD 951) qui constitue sa limite nord.
Transports en commun
La commune desservie par la ligne 430 du réseau de transports en commun Arc-en-Ciel-4.
Bien que la ligne de Fives à Hirson traverse la commune (et, autrefois, la ligne d'Escaudœuvres à Gussignies), celle ci ne dispose pas de gare, celle la plus proche est la  gare du Quesnoy.

### Risques naturels et technologiques
La commune située dans une zone de sismicité modérée.

## Toponymie
Noms anciens : Poteles (1172 - Cart. de l'abb. de Vicogne), Potielle (1186 - J. de G., ann. du Hain. XII, 339), Postelles (1295 - Tit. de l'abb. du Verger), Potelles (1335 - Cart. de la terre de Guise), Potel (1484 - manuscrit de la bibliothèque de Valenciennes), Pottelles (1518 - Arch. de Saint-Aub., Le Carp. Pr. II, 70). Source : Bulletin commission historique du département du Nord - Tome IX - 1866.
Potelle signifie « pâturage ».

## Histoire
Au XIIIe siècle : Les seigneurs de Potelle sont connus depuis le XIIe siècle. Ils servent fidèlement les comtes de Hainaut dont ils relèvent[réf. nécessaire]. Les Mortagne possèdent la seigneurie.
Vers 1290 est construit le château de Potelle par Guillaume de Mortagne, seigneur de Potelle. La tour située au nord-est du château qui servait de cachot a été construite au XIVe siècle. La chapelle date du XVIe siècle. Le château a été incendié à 3 reprises, dans les guerres de 1477, 1654 et 1793, et rétabli sur les débris de ses anciennes murailles par la famille des barons de Carondelet. En 1340, le village est brûlé par le Duc de Normandie, fils de Philippe roi de France, auquel Guillaume, Comte du Hainaut, avait déclaré la guerre. En 1491, Antoine de Mortagne vend la seigneurie de Potelle et le fief d'Aunoilles à Jean de Carondelet, d'origine franc-comtoise, chancelier du duc de Bourgogne. Les descendants de Jean de Carondelet se succèdent au château jusqu'à aujourd'hui, mais depuis le début du XIXe siècle, c'est sous le nom de Fremin du Sartel, Eugénie Joseph Adélaïde de Carondelet, ayant épousé Philippe Du Sartel.

## Politique et administration

### Rattachements administratifs et électoraux
La commune se trouve dans l'arrondissement d'Avesnes-sur-Helpe du département du Nord. Pour l'élection des députés, elle fait partie depuis 2012 de la douzième circonscription du Nord.
Elle faisait partie depuis 1801  du canton du Quesnoy-Est. Dans le cadre du redécoupage cantonal de 2014 en France, Potelle intègre le canton d'Avesnes-sur-Helpe.

### Intercommunalité
La commune était membre de la communauté de communes du Pays Quercitain, créée fin 1993. Celle-ci a fusionné avec la communauté de communes des Vallées de l'Aunelle et de la Rhônelle pour devenir le 1er janvier 2016 la Communauté de communes du Quercitain.
Dans le cadre des prescriptions du schéma départemental de coopération intercommunale (SDCI) du  Nord, celle-ci se réunit avec ses voisines pour créer, le 1er janvier 2014, la communauté de communes du Pays de Mormal (CCPM), dont Potelle est désormais membre.

### Liste des maires
Maire en 1802-1803 : Désiré Coulmon.
Maire en 1807 : Baudoux.

Maire en 1939 ; Bisiaux.
| Période                                  | Période                        | Identité         | Étiquette           | Qualité |
| ---------------------------------------- | ------------------------------ | ---------------- | ------------------- | --- |
| Les données manquantes sont à compléter. |                                |                  |                     | |
| 1954                                     | 1988                           | André Dupont     |                     | |
| Les données manquantes sont à compléter. |                                |                  |                     | |
| mars 2001                                | mars 2008                      | Brigitte Sonnet  |                     | |
| mars 2008                                | octobre 2023                   | Guislain Cambier | UDI-Radical puis MR | Président de la Communauté de communes du pays de Mormal (2014 → 2023) Conseiller régional des Hauts-de-France (2015 → ) Président du syndicat mixte du Parc naturel régional de l'Avesnois (2016 → ) Sénateur du Nord (2023 → ) Démissionnaire après son élection comme sénateur |
| octobre 2023                             | En cours (au 30 novembre 2023) | Vincent Dussart  |                     | Informaticien |

### Budget et fiscalité 2016
En 2016, le budget de la commune était constitué ainsi :
- total des produits de fonctionnement : 184 000 €, soit 521 € par habitant ;
- total des charges de fonctionnement : 145 000 €, soit 410 € par habitant ;
- total des ressources d'investissement : 13 000 €, soit 36 € par habitant ;
- total des emplois d'investissement : 36 000 €, soit 103 € par habitant ;
- endettement : 53 000 €, soit 149 € par habitant.

Avec les taux de fiscalité suivants :
- taxe d'habitation : 9,07 % ;
- taxe foncière sur les propriétés bâties : 9,90 % ;
- taxe foncière sur les propriétés non bâties : 33,30 % ;
- taxe additionnelle à la taxe foncière sur les propriétés non bâties : 0,00 % ;
- cotisation foncière des entreprises : 0,00 %.

Chiffres clés Revenus et pauvreté des ménages en 2015 : médiane en 2015 du revenu disponible, par unité de consommation : 24 033 €.

## Équipements et services publics

### Enseignement
Établissements d'enseignements :
- écoles maternelles et primaires à Jolimetz, Louvignies-Quesnoy ;
- collèges au Quesnoy ;
- lycées au Quesnoy.

### Santé
Professionnels et établissements de santé :
- médecins à Jolimetz, Louvignies-Quesnoy ;
- pharmacies au Quesnoy ;
- hôpitaux au Quesnoy.

## Population et société

### Démographie

#### Évolution démographique
L'évolution du nombre d'habitants est connue à travers les recensements de la population effectués dans la commune depuis 1793. Pour les communes de moins de 10 000 habitants, une enquête de recensement portant sur toute la population est réalisée tous les cinq ans, les populations de référence des années intermédiaires étant quant à elles estimées par interpolation ou extrapolation. Pour la commune, le premier recensement exhaustif entrant dans le cadre du nouveau dispositif a été réalisé en 2007.

En 2022, la commune comptait 440 habitants, en évolution de +16,09 % par rapport à 2016 (Nord : +0,51 %, France hors Mayotte : +2,11 %).
| 1793 | 1800 | 1806 | 1821 | 1831 | 1836 | 1841 | 1846 | 1851 |
| ---- | ---- | ---- | ---- | ---- | ---- | ---- | ---- | ---- |
| 196  | 104  | 222  | 175  | 219  | 255  | 240  | 242  | 256  |

| 1856 | 1861 | 1866 | 1872 | 1876 | 1881 | 1886 | 1891 | 1896 |
| ---- | ---- | ---- | ---- | ---- | ---- | ---- | ---- | ---- |
| 239  | 254  | 278  | 247  | 222  | 213  | 213  | 200  | 203  |

| 1901 | 1906 | 1911 | 1921 | 1926 | 1931 | 1936 | 1946 | 1954 |
| ---- | ---- | ---- | ---- | ---- | ---- | ---- | ---- | ---- |
| 215  | 214  | 186  | 187  | 194  | 164  | 137  | 165  | 176  |

| 1962 | 1968 | 1975 | 1982 | 1990 | 1999 | 2006 | 2007 | 2012 |
| ---- | ---- | ---- | ---- | ---- | ---- | ---- | ---- | ---- |
| 169  | 177  | 183  | 251  | 354  | 350  | 359  | 360  | 358  |

| 2017 | 2022 | - | - | - | - | - | - | - |
| ---- | ---- | - | - | - | - | - | - | - |
| 395  | 440  | - | - | - | - | - | - | - |

#### Pyramide des âges
En 2018, le taux de personnes d'un âge inférieur à 30 ans s'élève à 31,6 %, soit en dessous de la moyenne départementale (39,5 %). À l'inverse, le taux de personnes d'âge supérieur à 60 ans est de 30,9 % la même année, alors qu'il est de 22,5 % au niveau départemental.
En 2018, la commune comptait 214 hommes pour 198 femmes, soit un taux de 51,94 % d'hommes, largement supérieur au taux départemental (48,23 %).
Les pyramides des âges de la commune et du département s'établissent comme suit.
| Hommes | Classe d’âge | Femmes |
| ------ | ------------ | ------ |
| 0,0    | 90 ou +      | 0,0    |
| 5,3    | 75-89 ans    | 10,9   |
| 22,7   | 60-74 ans    | 23,0   |
| 19,4   | 45-59 ans    | 20,5   |
| 17,1   | 30-44 ans    | 18,0   |
| 14,7   | 15-29 ans    | 7,4    |
| 20,7   | 0-14 ans     | 20,2   |

| Hommes | Classe d’âge | Femmes |
| ------ | ------------ | ------ |
| 0,5    | 90 ou +      | 1,4    |
| 5,3    | 75-89 ans    | 8,1    |
| 14,8   | 60-74 ans    | 16,2   |
| 19,1   | 45-59 ans    | 18,4   |
| 19,5   | 30-44 ans    | 18,7   |
| 20,7   | 15-29 ans    | 19,1   |
| 20,2   | 0-14 ans     | 18     |

### Cultes
Culte catholique, Paroisse Saint Jean Bosco en Mormal, Archidiocèse de Cambrai,.

## Économie
Si l'agriculture constitue encore un trait caractéristique de la commune, son aspect résidentiel ne cesse de prendre le pas...

## Culture locale et patrimoine

### Lieux et monuments
- Le château de Potelle, ancienne place forte du Hainaut  bâtie vers 1290 par Willes (Gilles) de Mortagne, seigneur de Potelles, et sa chapelle[48],[49],[50].
- "Menhir", rappel symbolique de l'appartenance de Potelle à la Gaule[51].
- Oratoire.
- La halle[52].
- Monument aux morts[53].
- La Forêt de Mormal.

### Personnalités liées à la commune
- Le chancelier Jean Carondelet, qui achète en 1491 la seigneurie de Potelle à Antoine de Mortagne.
- Antoine Ier de Croÿ. En 1433, à la suite de l'exécution de Gilles II de Mortagne pour trahison, les biens de ce dernier furent donnés à Antoine Ier de Croÿ par Philippe le Bon, et notamment  le château de Solre-sur-Sambre et le château de Potelle.

## Pour approfondir